# Nagy-lengyelországi felkelés (1918–1919)
A nagy-lengyelországi felkelés (lengyelül: Powstanie wielkopolskie 1918–19, németül: Großpolnischer Aufstand) 1918. december 27. és 1919. február 16. között zajlott, és németellenes lengyel felkelés volt Nagy-Lengyelország területén, mely nagyban hozzájárult Lengyelország újjáalakulásához, illetve a Poroszország által Lengyelország első felosztása (1772) során bekebelezett „ősi”, korábbi lengyel területek visszaszerzéséhez is.

## Előzmények

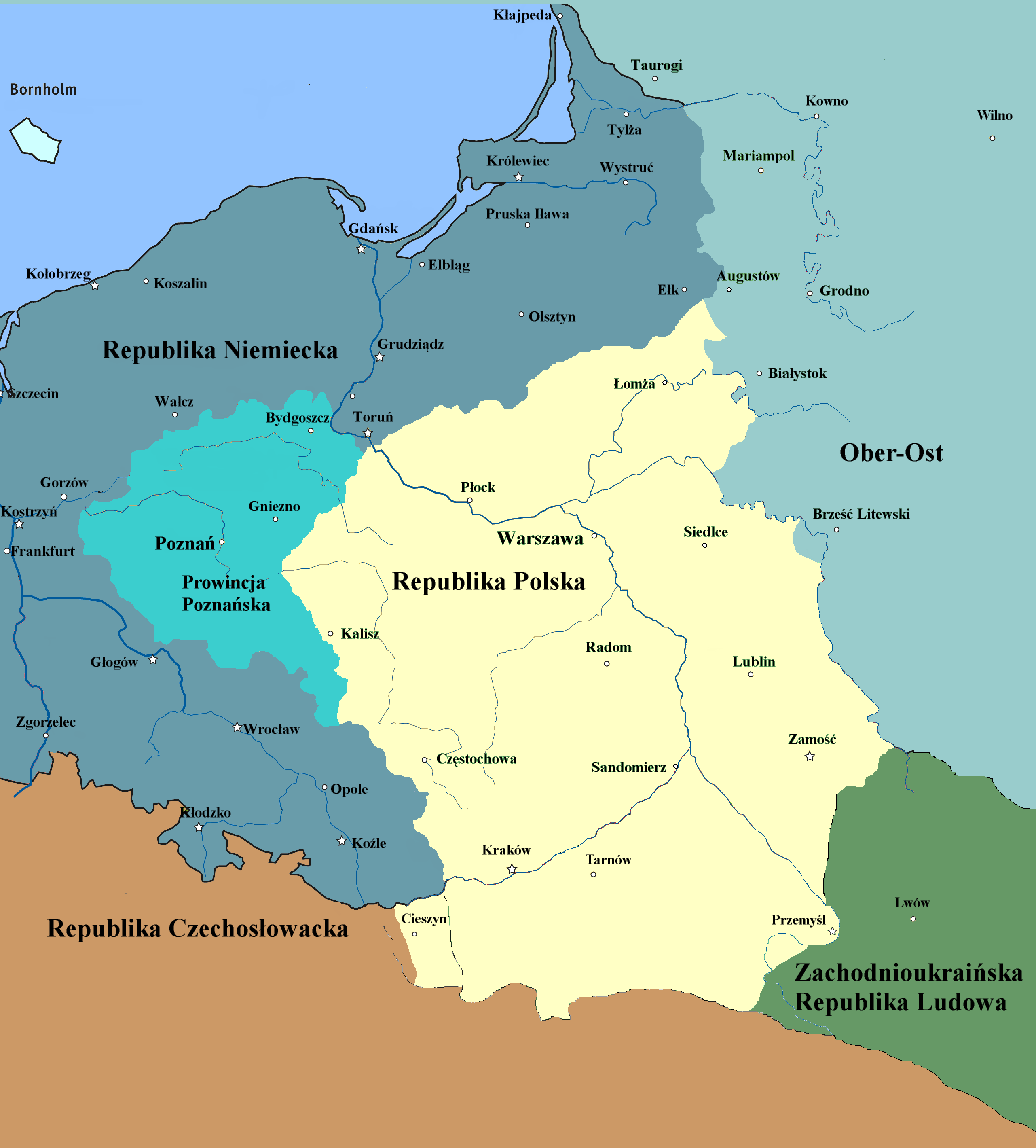
Lengyelország 1918 novemberében

1793 és 1918 között Nagy-Lengyelország a mindenkori német állam részét alkotta: eleinte a Porosz Királyságé, majd 1871 után a Német Császárságé. A lengyelek helyzete egyre nehezebbé lett idővel, különösen Németország egyesülése után. A német hatóság mindent megtett annak érdekében, hogy a lengyel lakosságot elnémetesítse: küzdöttek a katolikus egyház meg a lengyel nemzeti és munkásmozgalom ellen, németekkel próbálták betelepíteni a tartományt, egyidejűleg a lengyeleket távolítani. Megtiltották a lengyel nyelv használatát, teljesen felszámolták a lengyel nyelvű közoktatást, a nemzeti emlékek ápolását és felkutatását. Ellenszegülésként a lengyelek számos oktatási, szövetkezeti, gazdasági és politikai társaságot szerveztek. A tagjaik többségét az endecja kötötte össze. Ez politikai mozgalom volt, kezdetben egy párt a Liga Narodowa Galíciában, azután a Stronnictwo Narodowo-Demokratyczne minden megszállt területen, még később pedig, a függetlenség visszaszerzése után néhány hasonló programú párt, amelyek politikai programjának fő elmei a nacionalizmus és a katolicizmus voltak. A neve ND a (Narodowa Demokracja) Nemzeti Demokrácia rövidítése. Fő ideológusa és vezetője Roman Dmowski volt. A törvényes sportegyesületek illegális, titkos katonai kiképzést végeztek, néha még ajánlották a német hadseregbe való belépést is ennek érdekében.
Az első világháború kitörésekor a Lengyelországot megszálló államok elsősorban egymás ellen, más-más oldalon harcoltak, ami felkeltette a lengyelekben a reményt a függetlenség visszaszerzésére. Amikor a központi hatalmak megkötötték Oroszországgal a breszti békét, Németország feloszlatta a nagy-lengyelországi félkatonai szervezeteket. A tagjai illegálisan működtek. Egyidejűleg a németek áthelyezték a hadsereget a felszámolt keleti frontról a nyugatira. Sok katona azonban már a kommunista propaganda befolyása alatt állt, ezek gyakran megtagadtak a további harcot, ami végül a második marne-i csatában német vereséghez vezetett és a központi államok veszteségéhez. A nyugati front lassan közeledett Belgiumon keresztül a Német Birodalom határaihoz. Az országban polgári és katonai felkelések törtek ki. November 10-én II. Vilmos császár lemondott a trónról és a hatalmat Friedrich Ebert (SPD) vette át, aki csak ideiglenesen állt a kormány élen. A nehéz helyzet javításának érdekében a szociáldemokraták elkezdtek együttműködni a régi konzervatív, militarista elittel. SPD támogatta ugyan Lengyelország függetlenségét, de a konzervatívok befolyása alatt kijelentette, hogy a jövőbeli lengyel állam nem foglalhat magába olyan területeket, amely a poroszokhoz került a felosztáskor, azaz 1772-ben, ebbe Nagy-Lengyelországot is beleértve.

### Nagy-Lengyelország helyzete

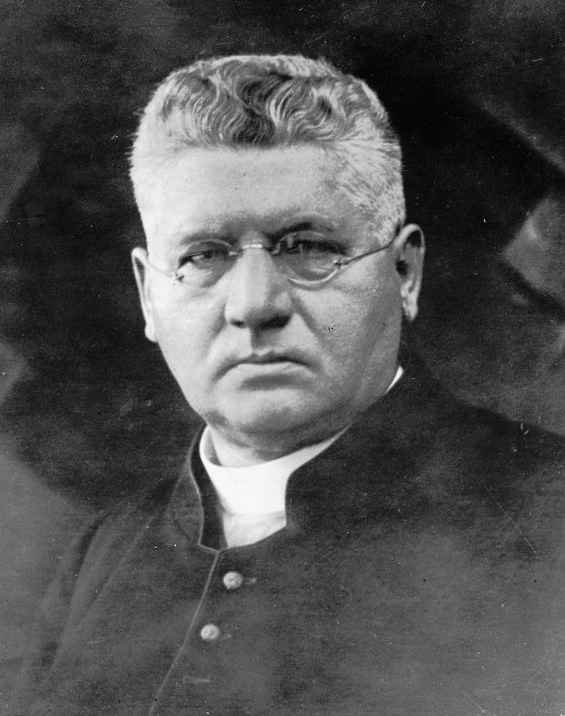
Stanisław Adamski

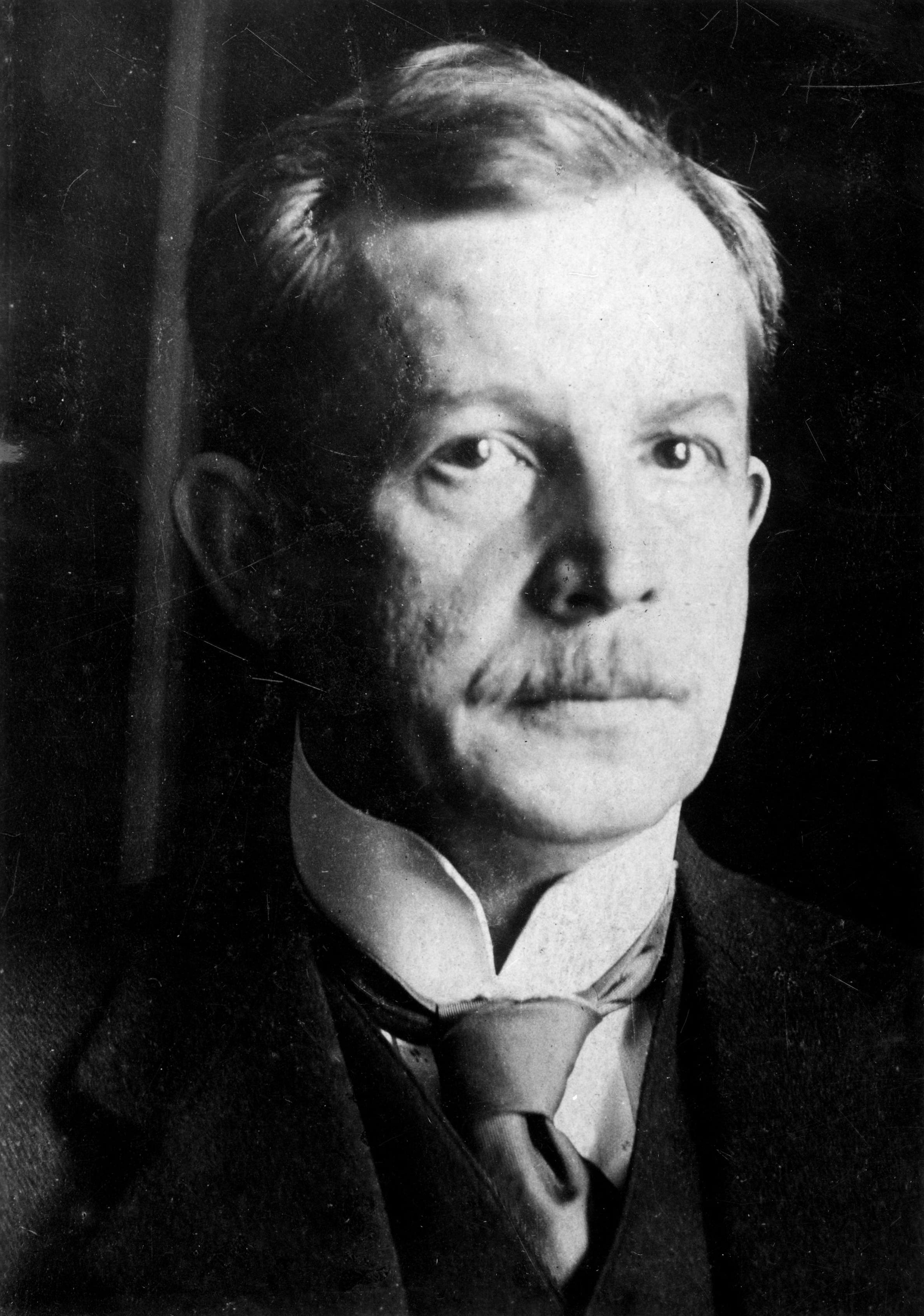
Wojciech Korfanty

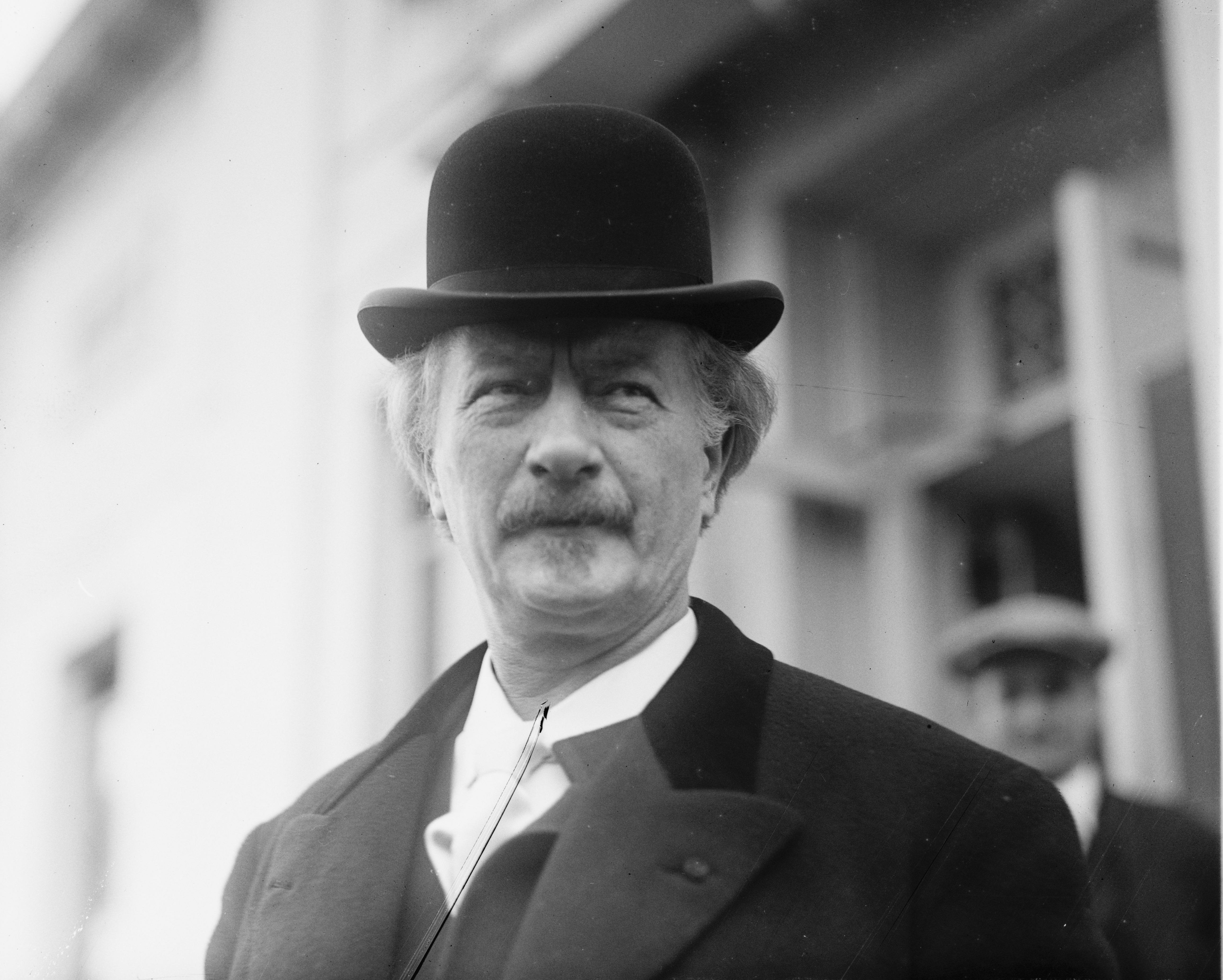
Ignacy Jan Paderewski

A forradalom is Nagy-Lengyelországban tört ki. Titkos katonai szervezetek alakultak meg Poznańban, Jarocinban és Inowrocławban. Fegyvert és muníciót gyűjtöttek, miután kicsempészték azt a katonai raktárakból. Poznańban megalakult a Katonai Tanács, amely kezdetben csak németekből állt, de később lengyel tagokat is beválasztottak.
1918. november 10-én a lengyel nemzetiségű katonák fellázadtak a német hatalom ellen Ostrówban és kikiáltották az “Ostrówi Köztársaság” megalakulását. A köztársaság november 26-áig létezett.
1918. november 11-én Németország kapitulációjával a világháború végét ért. Ezt a dátumot a lengyel függetlenség visszaszerzése napjának tekintik. Az új állam határait azonban még mindig nem állapították meg, Nagy-Lengyelország német fennhatóság alatt állt. Ebben az időben jött létre Poznańban a soknemzetiségű Polgári Őrség, amely átvette a rendőrség feladatait. Rövidesen a lengyelek ennek révén eltávolították Poznań főpolgármesterét, Georg Wilmset. Őt Jarogniew Drwęski követte. Ennek ellenére a német hatóság engedélyezte az Őrség működését, hogy az tartson nyugalmat Nagy-Lengyelországban.
November 12-éig az egész Nagy-Lengyelországban létrehozták a munkás- és katonatanácsokat és az ún. polgári bizottságokat (későbbi nevükön: néptanácsok). A bizottságok élen a poznańi Központi Polgári Bizottság állt (Centralny Komitet Obywatelski, CKO). Ennek élén viszont három emberből álló Főbizottság volt, amelyben mindegyikük képviselt egy-egy, a németek által megszállt tartományt. Stanisław Adamski Nagy-Lengyelországot, Wojciech Korfanty Sziléziát, Adam Poszwiński Kujáviát. Hamarosan a CKO átalakult Fő Néptanáccsá (Naczelna Rada Ludowa, NRL).
Ugyanezen a november 12-én volt a „városházi merénylet” Poznańban. Ott a Katonai Tanács ülésezett, amelyben a németek többséget alkottak és a lengyelek ezt többséget meg akarták szüntetni. A tanács ülésére ezért benyomult egy lengyel csoport, amelyet a városház előtt összegyűlt lengyelek tüntetése támogatott. A megrémült képviselők eltávolítottak a Tanácsból négy németet és lengyelekkel pótolták őket. Hasonló „merényletek” voltak más városokban is (pl. Jarocinban, Ostrówban, Gnieznóban).
A német hatóságot olyan híresztelések nyugtalanították, hogy Józef Piłsudski, lengyel államfő, megindult katonaival Poznań felé. Ilyet a lengyelek gyakran terjesztettek, hogy nyomást gyakoroljanak a németekre. November 15-én a berlini kormány döntésével haderőket hozott létre, amelyeknek a „bolsevizmustól” és a „lengyel lázadástól” kellett védeniük Németország keleti tartományait. Így jöttek létre az ún. Grenzschutz (határvédelem) önkéntes alakulatai, amelyek azután Litvániában, Lettországban, Kelet- (Gdański) Pomerániában és Felső-Sziléziában működtek.
November 18-án történt meg az Országos Szejm és a járási néptanácsok megválasztása. Két nappal később Jędrzej Moraczewski, a Nagy-Lengyelországból származó lengyel miniszterelnök bejelentette, hogy Nagy-Lengyelország elcsatolása a kormányának egyik legfontosabb feladata lesz. A Németország által megszállt lengyel területek képviselői azonban nem fogadták el a nekik felkínált pozíciókat a varsói kormányban, mert véleményük szerint Piłsudskit nem a nemzet választotta államfővé, hanem a megszálló központi hatalmak erőszakolták rá ezt a hivatalt. Nagy-Lengyelország ellenérzése Piłsudskival szemben főként abból táplálkozott, hogy e tartomány mindig határozottan az endecját támogatta, amelynek a vezetője, Roman Dmowski, Piłsudskinak nemcsak politikai, hanem személyes ellenfele is volt. Piłsudski elutasítása egészen a Második Lengyel Köztársaság végéig, – a második világháború kitöréséig tartott.
Időközben Nagy-Lengyelországba megérkeztek a Grenzschutz új egységei, ami világossá tette, hogy a németek erővel akarták megoldani a lengyel problémát. Az NRL követelésének az lett a következménye, hogy december 15-én a lengyel kormány megszakította diplomáciai kapcsolatait Németországgal.
A december 26-án Varsóba utazó Ignacy Jan Paderewski megérkezett Poznańba. Paderewski híres zongoraművész volt, de ezen túl sikeresen tevékenykedett az Egyesült Államokban Lengyelország függetlenségének érdekében és ezért nagyon népszerű volt a lengyelek között. Ráadásul, mivel Dmowski munkatársa is volt, így Nagy-Lengyelországban tisztelet övezte. A németek tudva, hogy a poznańi lengyelek által megszervezett köszöntése könnyen átalakulhat németellenes politikai tüntetéssé, ezért a német külügyminisztérium megtiltotta Paderewskinek, hogy Poznańban tartózkodjék, de ő ignorálta a tilalmat.

## A felkelés története

Nagy-Lengyelország a felkelés idéjén.
――: A Poznańi Nagyhercegség határa
――: Demarkációs vonal a trieri fegyverszünet értelmében
――: Lengyelország határa a versailles-i békeszerződés értelmében

### A harcok kezdete
December 27-én a németek, akik felháborodtak a Paderewski látogatását kísérő ünnepségeken, megszervezték katonai egységeik átvonulását a városon keresztül. Betörtek a Fő Néptanács épületébe, leszakították a lengyel, brit, francia és amerikai zászlókat, azután a városon keresztül vonulva letépték a zászlókat a magánlakások erkélyeiről is. Később elkezdtek géppuskával lőni a szálloda felé, ahol Paderewski tartózkodott. Ezt hamarosan a lengyel Népőrség ellentámadása követte. A harcok éjszaka végződtek, a lengyelek bevették a németek által megszállt Rendőr-főkapitányság épületét.
A felkelés Poznań kívülre gyorsan átterjedt – főként a nagy-lengyelországi fővárostól keletre fekvő városokra (Gniezno, Jarocin, Pleszew, Śrem, Środa Wielkopolska, Września). Poznańban a lengyelek elfoglalták a Főpályaudvart, a Főpostát és az erődítményt(december 28.). Az NRL Főbizottsága létrehozta a Felkelési Haderők Főkapitányságát, így egyesítve minden lengyel egységet egy főparancsnokság alá. A főparancsnok Stanisław Taczak százados lett, akit előbb előléptettek őrnaggyá.

### A Poznańon kívüli hadműveletek
A Nagy-Lengyelország fővárosát kivéve, a legtöbb lengyel Nagy-Lengyelország központi és keleti részéiben élt, míg a nyugati részen a németek voltak túlsúlyban. Ezért lassan alakult ki a frontvonal: Czarnków–Międzychód–Nowy Tomyśl.
December 29-én a lengyelek elfoglalták többiek között Grodzisk Wielkopolskit és Gostyńt, december 30-án Wągrowiecet, 31-én Śremet, Kościant, Obornikit és Ostrówot.
December 30-án Bydgoszczból a németek csapatokat küldtek, hogy megtisztítsák Gnieznót a lengyelektől. Éjszaka zajlott a csata a város mellett, amely lengyel győzelemre vezetett. Ez lehetőséget adott a támadásra Kujávia irányában.
1919. január 1-én Paderewski elindult Poznańból. A felkelők elfoglalták Jarocint, Krotoszynt, Mogilnot és Nakłot (Bydgoszcztól nyugatra). Ezzel megszerezték az ellenőrzést a Berlin–Piła–Bydgoszcz–Toruń–Königsberg vasútvonal fölött.
Január 2-án a lengyelek elfoglalták Nowy Tomyślot. Ebben a városban többségben németek éltek, a lengyelek csak 10%-ot adták a lakosságnak. Január 5-éig a felkelők elfoglalták többiek között Czarnkówot, Rawiczot, Wolsztynt és Inowrocławot. Január 6-án elfoglalták a poznańi repülőteret (Ławica) a német repülőgépekkel együtt. Ezzel megszűnt az a veszély, hogy a németek lebombázzák a várost. A németek mégis megpróbálták megsemmisíteni a repülőgépeket, bombázva azokat a frankfurti reptérről indított gépekkel. Erre felelve január 9-én a lengyelek bombázták a frankfurti repülőteret az általuk megszerzett gépekkel.
Eközben befejeződtek a harcok Kościerzynánál Gdański Pomerániában is.
Január 7-én a németek visszaszerezték Czarnkówot, míg a lengyelek Chodzieżet foglalták el.

### Dowbor-Muśnicki tábornok parancsnoksága

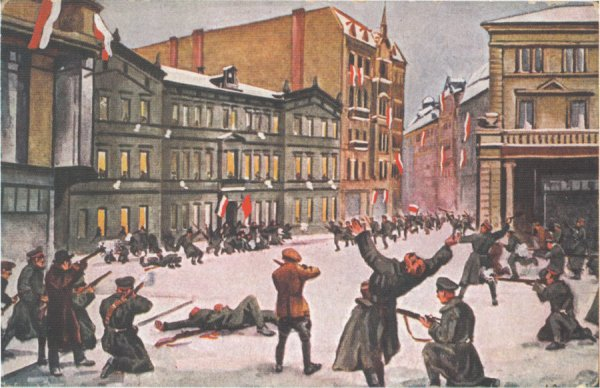
Támadás a Rendőrség Főkapitánysága ellen. Leon Prauziński képe

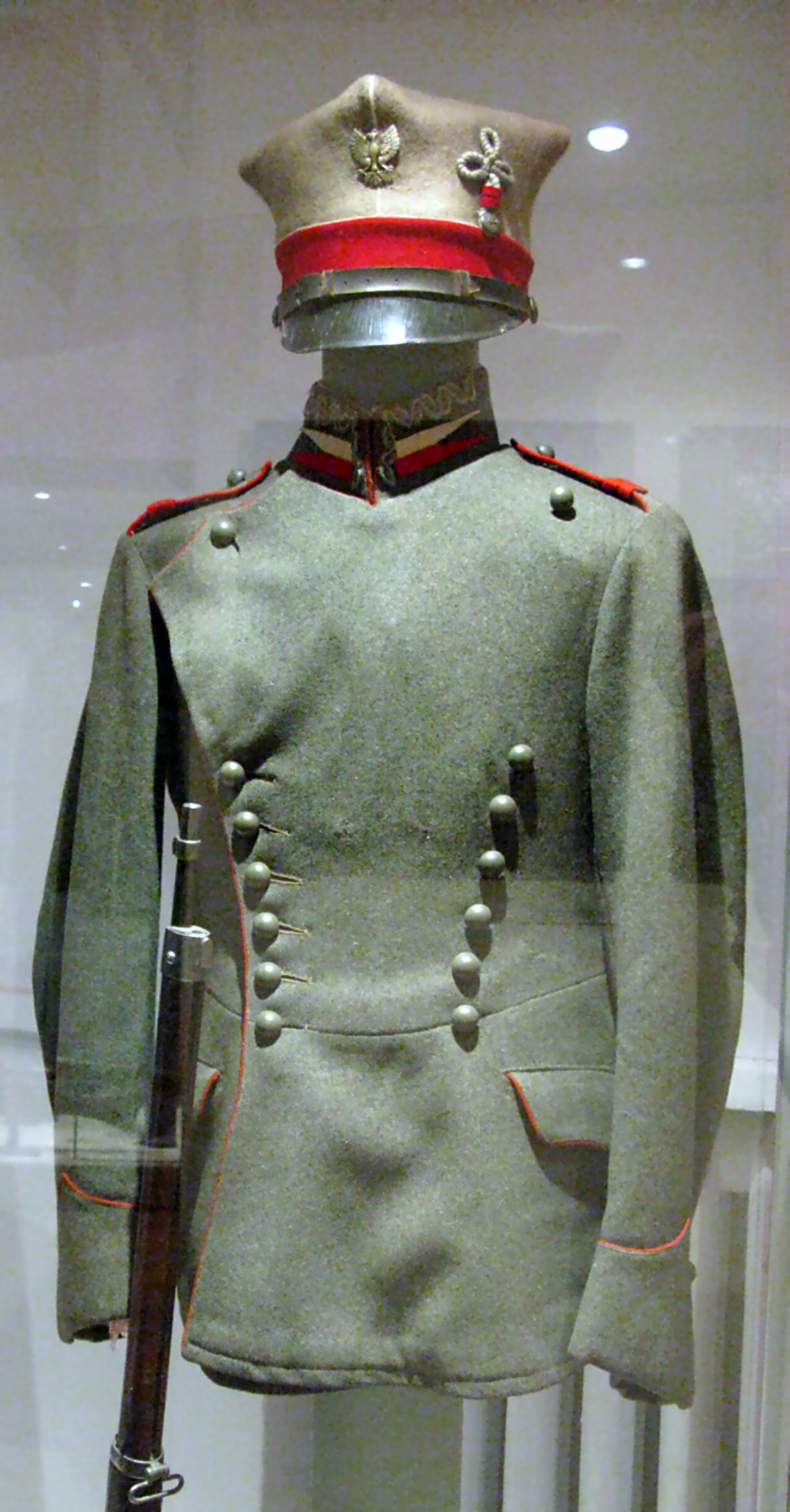
Nagy-lengyelországi Hadsereg tizedesi egyenruhája

1919. január 9-én Fő Néptanács hivatalosan kihirdette, hogy átveszi a hatalmat, de nem határozta meg a kiterjedését. A felkelés parancsnokává Józef Dowbor-Muśnicki tábornokot nevezte ki. A vezérkari főnök viszont Piłsudski embere lett – Julian Stachiewicz alezredes.
NRL fokozatosan lengyelesítette a közigazgatást: eltávolította a lengyelellenes hivatalnokokat, a német járási tanácsokat (Landraten) lengyel starosták (járás főhivatalnokainak) alá rendelte. Időközben a lengyelek elvesztették Nakłót, de január 11-én elfoglalták Żnint.
Az NRL megtiltotta a hadseregnek, hogy elfoglaljanak olyan területeket, amelyeken többségben németek éltek, mert erre rossz szemmel néznének a békekonferencia résztvevői, azt imperializmusnak tartanák és nem nemzetfelszabadító harcnak.
Január 21-én egy vita keletkezett az NRL és a varsói kormány képviselői között az eskü miatt, amelyet nagy-lengyelországi hadsereg katonai tették le. Julian Stachiewicz vezérkari főnök lemondott, helyébe Władysław Anders ezredes lépett. Röviddel később a Piłsudskihez hűséges katonatiszteknek el kellett hagyniuk a legfontosabb parancsnoki pozíciókat a Nagy-lengyelországi Hadseregben.
Január 25-én megszakítottak minden kapcsolatot Nagy-Lengyelország és Németország között.
Február 2-án a harcoló felek tárgyalni kezdtek. A németek azt követelték, hogy a lengyelek oszlassák fel a Nagy-lengyelországi Hadsereget, ismerjék el a német felségjogot Nagy-Lengyelországgal kapcsolatban és fizessenek kártérítést a harcok folyamán előállt károkért. Ezért a tárgyalás megszakadt.
Január 26-án volt a választás a Szejm, vagyis a lengyel parlament képviselőiről. Mivel Nagy-Lengyelország, Pomeránia és Szilézia formailag még mindig Németországhoz tartoztak, így ott nem választottak, hogy ne kerüljenek elő problémák Lengyelország számára a nemzetközi kapcsolatokban, ha a nagy-lengyelországi felkelés elbukna. A felkelés győzelme esetére pótlólagos választást terveztek Varsóban. Egyelőre február 7-én Józef Piłsudski Államfő kiadott egy olyan dekrétumot, amely megengedte a németek által megszállt területek 16 képviselővel képviseljék magukat a lengyel Szejmben. Február 14-én egy nagy-lengyelországi képviselő, Wojciech Trąmpczyński, a Szejm elnöke lett (a szejm marsallja). Így az egyik legfontosabb állást betöltő személy idegen állampolgárságú volt. Hasonlóan, már január 16-án két nagy-lengyelországi minisztere lett Ignacy Jan Paderewski kormányának.
Február 10-én NRL feloszlatott minden városi tanácsot és kitűzte az önkormányzati választások időpontját március 25-ére. A célja az volt ezzel, hogy a nagy-lengyelországi önkormányzatban a lengyelek kormányozzanak.
Harcok február közepéig tartottak. 16-án Trierben aláírták azt az egyezményt, amely hosszabbította a világháborút követő novemberi fegyverszünetet az antant-államok és Németország között. Franciaország nyomására Németország beleegyezett abba, hogy az egyezmény a nagy-lengyelországi frontra is kiterjedjen. A Nagy-lengyelországi Hadsereget az antanttal szövetséges haderőnek ismerték el. Az egyezmény megtiltotta a németeknek a támadásokat és a demarkációs vonal átlépését (a térképen ez sötétzöld színű).

### A fegyverszünettől az egyesülésig

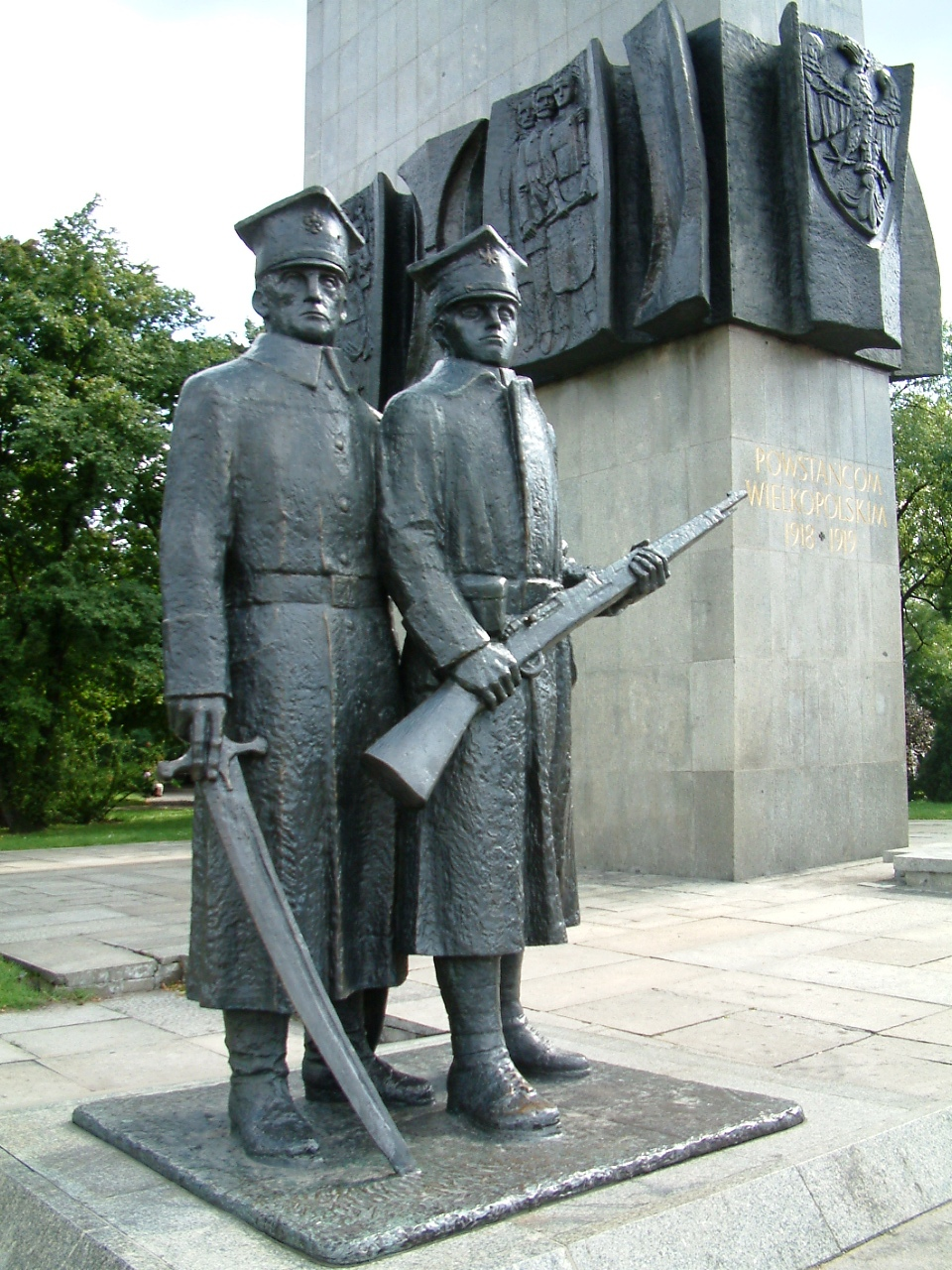
Nagy-lengyelországi felkelők emlékműve Poznańban

Az egyezmény betartását az antant képviselői ellenőrizték. Március 9-én felkelők önkéntes csapatai indultak el Galíciába, hogy ott részt vegyenek a lengyel–ukrán harcokban a Lwówot körülvevő ukránok ellen. Március 23-án tartották meg a választást a poznańi Városi Tanácsba delegált képviselőkről, amelyben 60 hely közül a lengyelek 42-t szereztek meg, a németek 17-et, a zsidók pedig egyet. Az eredmények más nagy-lengyelországi városokban hasonlóak voltak.
Március 24-én az NRL azt kérte a varsói kormánytól, hogy hozzon létre külön közigazgatást a volt német tartományok számára. A nagy-lengyelországiak úgy vélték, hogy a német rendszerű közigazgatás hatékonyabb mint az orosz ezért ellenezték, hogy ez illeszkedjék szerkezetében az ország más részeiben, a központi kormány által kialakítotthoz. Annak köszönhetően, hogy a lengyel miniszterelnök Paderewski volt, az NRL Főbizottsága megőrizte a teljes hatalmat a németektől átvett területen egészen addig, amíg a nyugati határt és autonómiát megalkották, de véglegesen az autonómiát csak Felső-Szilézia kapta meg.
Május 7-én működni kezdett az Adam Mickiewicz nevét viselő egyetem Poznańban. Május 15-én a lengyel nyelv az egyetlen hivatalos nyelv lett, ugyan a német is megmaradt, de csak mint kisegítő.
Május 25-én a Nagy-lengyelországi Hadsereget alárendelték a Lengyel Hadsereg Főparancsnokságának.
Június 1-én Nagy-Lengyelországban végbement a pótlólagos választás a Köztársasági Szejmbe, 42 képviselőt választották meg. A választást a Nemzeti Pártok Egyesülete nyerte, a (Zjednoczenie Stronnictw Narodowych) nevű jobboldali pártok közös listája szavazatok 97%-át vitte és jelöltjei 42 helyet szereztek a Szejmben. A koalícióban többiek között a Nemzeti Demokratikus Párt, azaz az endecja is részt vett.
A fegyverszünet ellenére a németek tovább folytatták haderejük összevonását és támadni készültek. Nagyon nehéz volt azon lengyelek helyzete, akik a németek által ellenőrzött területeken éltek. A német ellentámadás növekvő veszélyét látva június 5-én az NRL Főbizottsága bevezette a szükségállapotot az egész általa igazgatott területen. 20 kilométeres övezetben a polgári hatóságot a hadinak rendelték alá, néhány nappal később bevezették a halálbüntetést olyan cselekményekért, amelyek kárt okoznak a nagy-lengyelországi hadseregnek vagy előnyt a német hadseregnek. A Nagy-Lengyelországban élő német nemzetiségű férfiak egy részét internálták. Ennek ellenére, június 6-án összeütközések történtek Bydgoszcz mellett.
1919. június 28-án aláírták a versailles-i békeszerződést. Majdnem az egész Nagy-Lengyelország (azaz, a volt Poznańi Nagyhercegség területe) Lengyelországhoz került, azokat a városokat is beszámítva, amelyeket a lengyeleknek nem sikerült elfoglalniuk (pl. Leszno , Kępno, Rawicz). A határ (a térképen – piros) kb. 20 kilométerrel közelebben került, mint a hercegség régi határa (ez a térképen – fekete).
Július 9-én megszüntették a szükségállapotot kivéve a front menti zónát. A volt német tartományok területeivel (azaz, Nagy-Lengyelországgal, Gdański Pomerániával és Felső Sziléziával) egy külön minisztérium foglalkozott augusztus 1-jétől. Augusztus 19-én feloszlott a Fő Néptanács, november 6-án a Főbizottsága. Augusztus 28-án a Lengyel Hadsereg Főparancsnoksága átvette a nagy-lengyelországi hadsereg állományát a lengyel hadseregbe.
A nagy-lengyelországi frontot csak 1920 márciusában számolták fel, bár a versailles-i békeszerződés döntései 1920. január 10-én léptek életbe.